# NGC 4030
NGC 4030 est une galaxie spirale de grand style
située dans la constellation de la Vierge. NGC 4030 a été découverte par l'astronome germano-britannique William Herschel en 1786.

## Caractéristiques
La classe de luminosité de NGC 4030 est II-III et elle présente une large raie HI. Elle renferme également des régions d'hydrogène ionisé.

### Distance
Sa vitesse par rapport au fond diffus cosmologique est de 1 819 ± 25 km/s, ce qui correspond à une distance de Hubble de 26,8 ± 1,9 Mpc (∼87,4 millions d'al).
À ce jour, 16 mesures non basées sur le décalage vers le rouge (redshift) donnent une distance de 21,919 ± 5,395 Mpc (∼71,5 millions d'al), ce qui est à l'intérieur des valeurs de la distance de Hubble. Notons cependant que c'est avec la valeur moyenne des mesures indépendantes, lorsqu'elles existent, que la base de données NASA/IPAC calcule le diamètre d'une galaxie et qu'en conséquence le diamètre de NGC 4030 pourrait être d'environ 35,1 kpc (∼114 000 al) si on utilisait la distance de Hubble pour le calculer.

### Luminosité dans l'infrarouge
La luminosité de la galaxie NGC 4030 dans l'infrarouge lointain (de 40 à 400 µm)  est égale à 3,63 × 1010 {\displaystyle L_{\odot }} (1010,56{\displaystyle L_{\odot }}) et sa luminosité totale dans l'infrarouge (de 8 à 1 000 µm) est de 4,37 × 1010 {\displaystyle L_{\odot }} (1010,64{\displaystyle L_{\odot }}).

## Morphologie

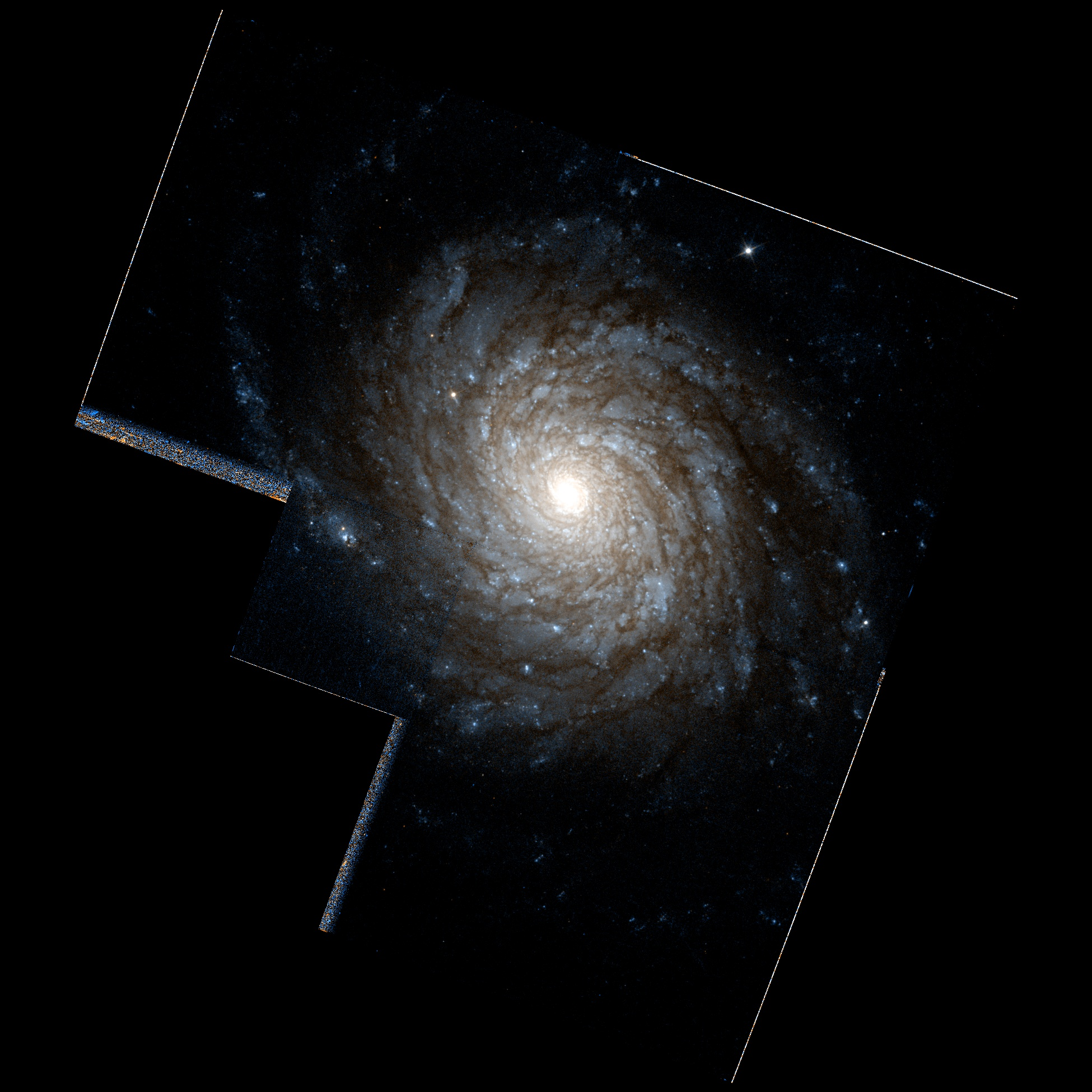
NGC 4030 par le télescope spatial Hubble.
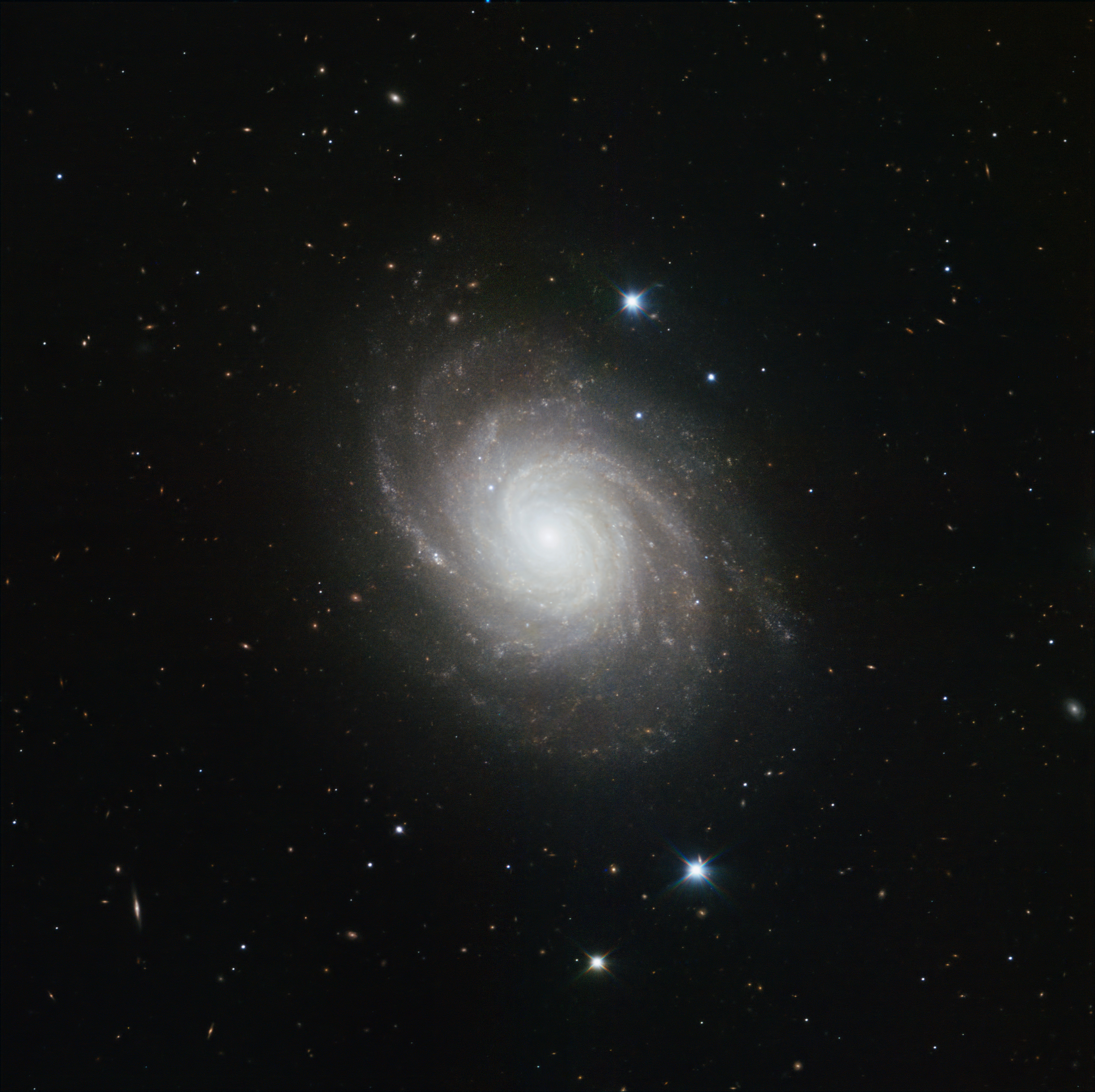
NGC 4030 dans le domaine de l'infrarouge par l'instrument HAWK-I installée sur le Très Grand Télescope de l'Observatoire du Cerro Paranal de l'ESO.

NGC 4030 a été utilisée par Gérard de Vaucouleurs comme une galaxie de type morphologique SB(s)dm dans son atlas des galaxies,.
Eskridge, Frogel et Pogge ont publié un article en 2002 décrivant la morphologie de 205 galaxies spirales ou lenticulaires rapprochées. Les observations ont été réalisées dans la bande H de l'infrarouge et dans la bande B (le bleu). Selon Eskridge et ses collègues, NGC 4030 est de type Sb dans la bande B et Sab dans la bande H. Le noyau de NGC 4030 est encastré dans un vaste bulbe elliptique. NGC 4030 présente un motif spiralé cotonneux avec au moins trois bras. Ceux-ci sont inégaux et vaporeux, montrant des signes de la présence de poussière dans la bande H. Le disque interne est parsemé de nœuds de formation d'étoiles. Le disque externe semble présenter aucune activité.

## Supernova
La supernova SN 2007aa a été découverte dans NGC 4030 le 18 février 2007 par le spationaute et astronome amateur japonais Takao Doi.
Des observations réalisées par la suite à l'observatoire de Las Campanas ont montré que cette supernova était de type IIP. L'étoile qui a donné naissance à la supernova était une géante rouge dont la masse était comprise entre 8,5 et 16,5 fois la masse du Soleil.

## Groupe de NGC 4030
NGC 4030 est la plus brillante et la plus grosse galaxie d'un petit groupe qui porte son nom. Le groupe de NGC 4030 compte au moins quatre galaxies. Les trois autres galaxies du groupe sont UGC 6970, UGC 6978 et UGC 7000.